# Morhange
Morhange és un municipi francès, situat al departament del Mosel·la i a la regió del Gran Est. L'any 2007 tenia 3.867 habitants.

## Demografia

### Població
El 2007 la població de fet de Morhange era de 3.867 persones. Hi havia 1.544 famílies, de les quals 520 eren unipersonals (226 homes vivint sols i 294 dones vivint soles), 395 parelles sense fills, 480 parelles amb fills i 149 famílies monoparentals amb fills.
La població ha evolucionat segons el següent gràfic:
Habitants censats

### Habitatges
El 2007 hi havia 1.743 habitatges, 1.565 eren l'habitatge principal de la família, 16 eren segones residències i 162 estaven desocupats. 779 eren cases i 907 eren apartaments. Dels 1.565 habitatges principals, 716 estaven ocupats pels seus propietaris, 818 estaven llogats i ocupats pels llogaters i 31 estaven cedits a títol gratuït; 68 tenien una cambra, 136 en tenien dues, 273 en tenien tres, 356 en tenien quatre i 732 en tenien cinc o més. 919 habitatges disposaven pel capbaix d'una plaça de pàrquing. A 786 habitatges hi havia un automòbil i a 416 n'hi havia dos o més.

### Piràmide de població
La piràmide de població per edats i sexe el 2009 era:
| Homes | Edats   | Dones |
| ----- | ------- | ----- |
| 4     | 95 o +  | 8     |
| 0     | 90 a 94 | 8     |
| 24    | 85 a 89 | 44    |
| 8     | 80 a 84 | 64    |
| 48    | 75 a 79 | 48    |
| 124   | 70 a 74 | 108   |
| 72    | 65 a 69 | 88    |
| 68    | 60 a 64 | 112   |
| 64    | 55 a 59 | 64    |
| 128   | 50 a 54 | 136   |
| 148   | 45 a 49 | 120   |
| 136   | 40 a 44 | 152   |
| 136   | 35 a 39 | 132   |
| 124   | 30 a 34 | 136   |
| 172   | 25 a 29 | 152   |
| 164   | 20 a 24 | 156   |
| 172   | 15 a 19 | 128   |
| 144   | 10 a 14 | 144   |
| 160   | 5 a 9   | 92    |
| 132   | 0 a 4   | 124   |

## Economia
El 2007 la població en edat de treballar era de 2.427 persones, 1.540 eren actives i 887 eren inactives. De les 1.540 persones actives 1.271 estaven ocupades (741 homes i 530 dones) i 269 estaven aturades (124 homes i 145 dones). De les 887 persones inactives 198 estaven jubilades, 260 estaven estudiant i 429 estaven classificades com a «altres inactius».

### Ingressos
El 2009 a Morhange hi havia 1.469 unitats fiscals que integraven 3.591,5 persones, la mediana anual d'ingressos fiscals per persona era de 13.410 €.

### Activitats econòmiques
Dels 231 establiments que hi havia el 2007, 6 eren d'empreses extractives, 7 d'empreses alimentàries, 1 d'una empresa de fabricació de material elèctric, 9 d'empreses de fabricació d'altres productes industrials, 35 d'empreses de construcció, 53 d'empreses de comerç i reparació d'automòbils, 11 d'empreses de transport, 17 d'empreses d'hostatgeria i restauració, 1 d'una empresa d'informació i comunicació, 15 d'empreses financeres, 10 d'empreses immobiliàries, 21 d'empreses de serveis, 32 d'entitats de l'administració pública i 13 d'empreses classificades com a «altres activitats de serveis».
Dels 78 establiments de servei als particulars que hi havia el 2009, 1 era una oficina d'administració d'Hisenda pública, 1 gendarmeria, 1 oficina de correu, 5 oficines bancàries, 2 funeràries, 12 tallers de reparació d'automòbils i de material agrícola, 1 taller d'inspecció tècnica de vehicles, 2 autoescoles, 13 paletes, 10 guixaires pintors, 3 fusteries, 3 lampisteries, 1 empresa de construcció, 6 perruqueries, 3 veterinaris, 11 restaurants, 1 agència immobiliària, 1 tintoreria i 1 saló de bellesa.
Dels 25 establiments comercials que hi havia el 2009, 3 eren supermercats, 2 grans superfícies de material de bricolatge, 2 botiges de menys de 120 m², 5 fleques, 2 carnisseries, 1 una peixateria, 2 botigues de roba, 2 botigues d'equipament de la llar, 1 una botiga d'equipament de la llar, 2 drogueries, 1 una perfumeria i 2 floristeries.
L'any 2000 a Morhange hi havia 12 explotacions agrícoles que ocupaven un total de 728 hectàrees.

## Equipaments sanitaris i escolars
El 2009 hi havia 2 farmàcies i 2 ambulàncies.
El 2009 hi havia 3 escoles maternals i 2 escoles elementals. A Morhange hi havia 1 col·legi d'educació secundària i 1 liceu tecnològic. Als col·legis d'educació secundària hi havia 516 alumnes i als liceus tecnològics 144.

## Poblacions més properes
El següent diagrama mostra les poblacions més properes.